# ميزنيقات
الميزنيقات (الاسم العلمي:†Mesonychidae ) هي فصيلة منقرض من الثدييات تتبع رتبة الميزنيقيات من طائفة الثدييات.

## الأجناس
- †الميزنيق
- †الأنكلجون